# Boomwortels
Boomwortels is een abstract ogend schilderij van de Nederlandse kunstschilder Vincent van Gogh. Het schilderij is gemaakt met olieverf op doek. Het doek meet 50,3 x 100,1 centimeter en is gemaakt in 1890 in Auvers-sur-Oise. Uit onderzoek is naar voren gekomen dat dit waarschijnlijk het laatste werk van de schilder is geweest. Het schilderij draagt de code F 816.

## Achtergrond
Uit 1882 stammen enkele tekeningen van Van Gogh van zwarte, knorrige wortels, waarover hij toen aan zijn broer Theo schreef dat hij er de strijd des levens in tot uitdrukking wilde brengen. Het Van Gogh Museum herkent een vergelijkbare symboliek in dit schilderij Boomwortels, dat Van Gogh acht jaar later schilderde.
Het schilderij bevindt zich momenteel in het Van Gogh Museum in Amsterdam en is eigendom van de Vincent van Gogh Stichting.

## Voorstelling
Bij een eerste blik op het bonte geheel aan verschillende kleuren oogt het schilderij als abstracte kunst, waarvan Van Gogh door sommige kunstcritici ook wel als voorloper wordt gezien. Bij nadere beschouwing is echter een samenstel van wortels tegen een bruine en gele achtergrond van zand met planten en bladeren te zien.
Dit schilderij is aan de onderzijde niet afgemaakt, waar het nog voor een deel geschetst is. De bovenzijde is daarentegen wel al afgewerkt. Dat Van Gogh een schilderij niet afmaakte, is uitzonderlijk omdat hij bekendstaat als een ambachtsman die een schilderij altijd voltooide als hij eraan begonnen was.

## Laatste schilderij
Lange tijd was het een raadsel wat het laatste schilderij van Van Gogh is geweest. Aanvankelijk werd gedacht aan Korenveld met kraaien. Uit brieven van Van Gogh bleek echter dat hij dit schilderij al aan het begin van de maand juli had geschilderd, terwijl hij op 29 juli overleed.
In 2012 bracht een onderzoek van Louis van Tilborgh (Van Gogh Museum) en Bert Maes (ecoloog) aan het licht dat Boomwortels Van Goghs laatste schilderij moet zijn geweest. Dat het om dit schilderij moest gaan en niet om een ander schilderij dat hij niet had afgemaakt, bleek uit een briefje van Andries Bonger, de zwager van Theo van Gogh. Hierin schreef Bonger: Den morgen vóór zijn dood had hij een sousbois (bosgezicht) geschilderd, vol zon en leven. Volgens Tilborgh en Maes is dit een beschrijving van het schilderij Boomwortels.

## Locatie

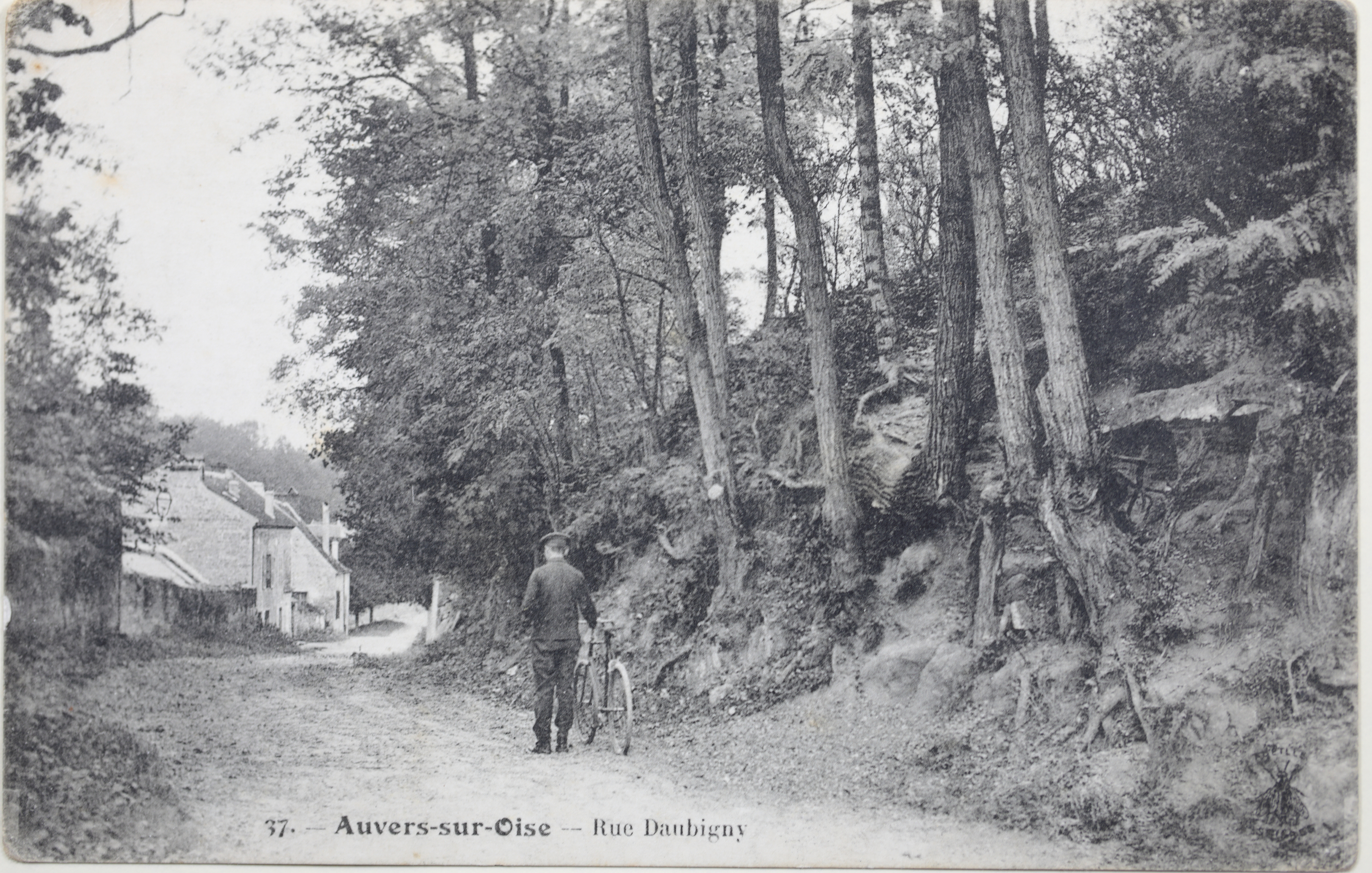
Briefkaart, Rue Daubigny, Auvers-sur-Oise, circa 1910.

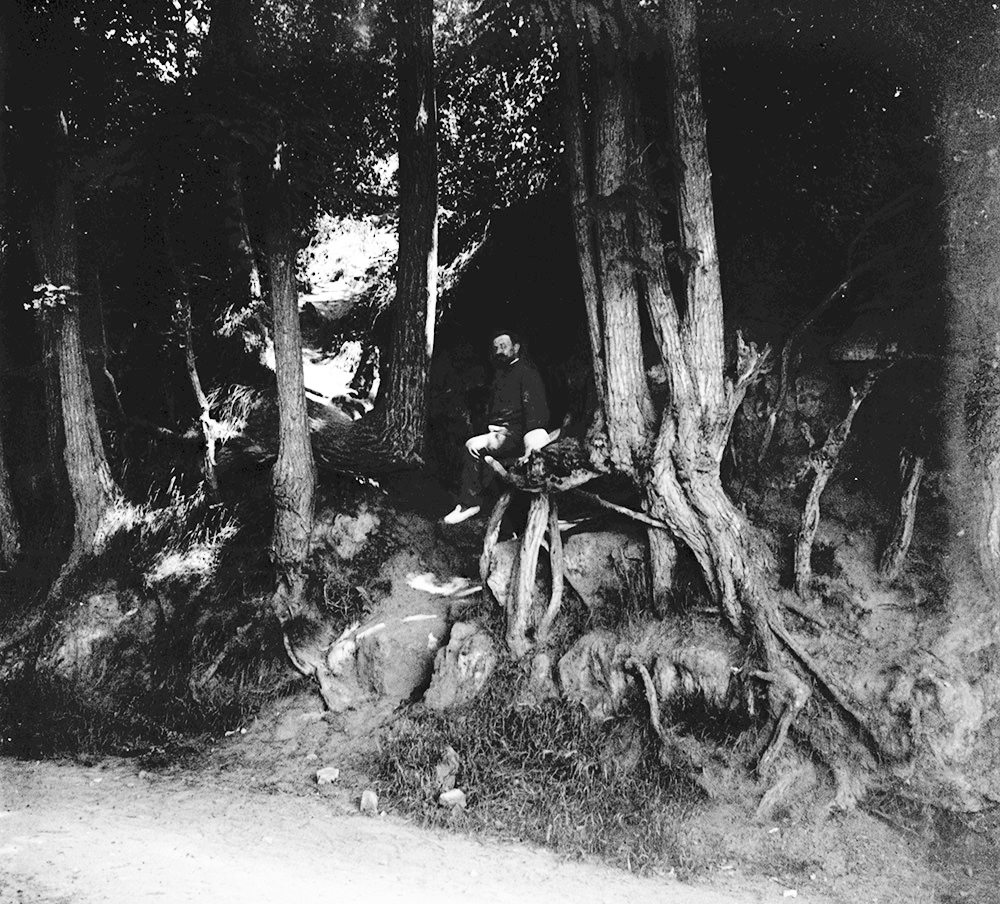
Foto van hakhout, rue Daubigny, Auvers-sur-Oise, circa 1906.

In juni 2020 werd bekend dat Wouter van der Veen, wetenschappelijk directeur van het Institut Van Gogh in Auvers-sur-Oise, aan de hand van een ansichtkaart uit de periode 1900-1910 van Auvers-sur-Oise, de locatie met grote zekerheid kon vaststellen. Specialisten van het Van Gogh Museum en een dendroloog bevestigden dit. Op 28 juli 2020 werd deze plek onthuld. Een jaar later kon Van der Veen de locatie definitief bevestigen aan de hand van een foto uit circa 1906.
De boomwortels bevinden zich op privé terrein. Na de ontdekking ontspon zich een juridisch gevecht over wie er precies eigenaar is van de boomwortels die de inspiratie waren voor het allerlaatste schilderij.